# Anna Olin
Anna Margareta Kristina Olin, född Steckmeister 19 juni 1881 i Stockholm, död där 27 maj 1946, var en svensk skådespelare. 
Olin filmdebuterade 1923 i John W. Brunius film Johan Ulfstjerna, och hon kom att medverka i 30 filmer.
Hon var från 1908 gift med teaterdirektören Vilhelm Olin. De är begravda på Uppsala gamla kyrkogård.

## Filmografi i urval
- 1923 – Johan Ulfstjerna
- 1932 – Vi som går köksvägen
- 1932 – Pojkarna på Storholmen
- 1932 – Muntra musikanter
- 1933 – En natt på Smygeholm
- 1934 – Eva går ombord
- 1934 – Anderssonskans Kalle
- 1934 – Hon eller ingen
- 1934 – Uppsagd
- 1935 – Äktenskapsleken
- 1936 – Kvartetten som sprängdes
- 1936 – Bombi Bitt och jag
- 1936 – Raggen - det är jag det
- 1937 – Bleka greven
- 1939 – Hennes lilla Majestät
- 1940 – Åh, en så'n advokat
- 1943 – Brödernas kvinna
- 1944 – Vändkorset
- 1944 – Prins Gustaf
- 1944 – Kejsarn av Portugallien
- 1944 – Hets
- 1945 – Idel ädel adel
- 1946 – Bröllopet på Solö
- 1946 – Åsa-Hanna

## Teater

### Roller
| År   | Roll                    | Produktion                                             | Regi              | Teater        |
| ---- | ----------------------- | ------------------------------------------------------ | ----------------- | ------------- |
| 1934 | Moder Martha, abbedissa | Lilla helgonet Hervé, Henri Meilhac och Albert Millaud | Nils Johannisson  | Oscarsteatern |
| 1937 | Modern                  | Vår egen tid Leck Fischer                              | Martha Lundholm   | Vasateatern   |
| 1938 |                         | Gösta Berlings saga Selma Lagerlöf                     | Johan Falck       | Riksteatern   |
| 1939 | Nanny                   | Guldbröllop Dodie Smith                                | Carlo Keil-Möller | Dramaten      |